# Madina Mayurqa
Madina Mayurqa es el nombre árabe de la ciudad conocida actualmente como Palma. Cuando el conquistador musulmán Isam al-Khawlani se hizo con el control de la isla en el 902, la antigua ciudad romana de Palma se hallaba prácticamente abandonada y en ruinas. Los musulmanes la adaptaron a sus necesidades construyendo posadas, baños y mezquitas, y aunque inicialmente respetaron en parte el antiguo trazado urbano, rápidamente lo modificaron.

## Situación
El núcleo primitivo sigue siendo conocido como Almudaina, que conserva aún parte de su muralla y una de sus puertas (Porta de l'Almudaina). En este barrio palatino, se construyó en época califal un alcázar que todavía persiste aunque transformado. Es el Palacio de la Almudaina o "Castell Reial". Enfrente del alcázar se construyó la mezquita aljama, la más importante de la ciudad, que perduró hasta el siglo XV.
Esta primitiva ciudad se había construido aprovechando la desembocadura de Sa Riera en donde se situó uno de los puertos de la ciudad. Con el tiempo, creció un arrabal en dirección a este puerto. En el siglo XI se realizó una gran ampliación que dejó Sa Riera en el interior del nuevo recinto amurallado. Esta ampliación transformó a Madina Mayurqa en una de las mayores ciudades de al-Ándalus.
Por otra parte, la inclusión de Sa Riera dividió la ciudad en dos partes. La Vila d'Amunt en la zona alta de la ciudad y al este y la Vila d'Avall en la parte baja y al oeste. Hasta el siglo XVII las dos partes de la ciudad se comunicaban por una serie de puentes.

## Historia

### Evolución musulmana

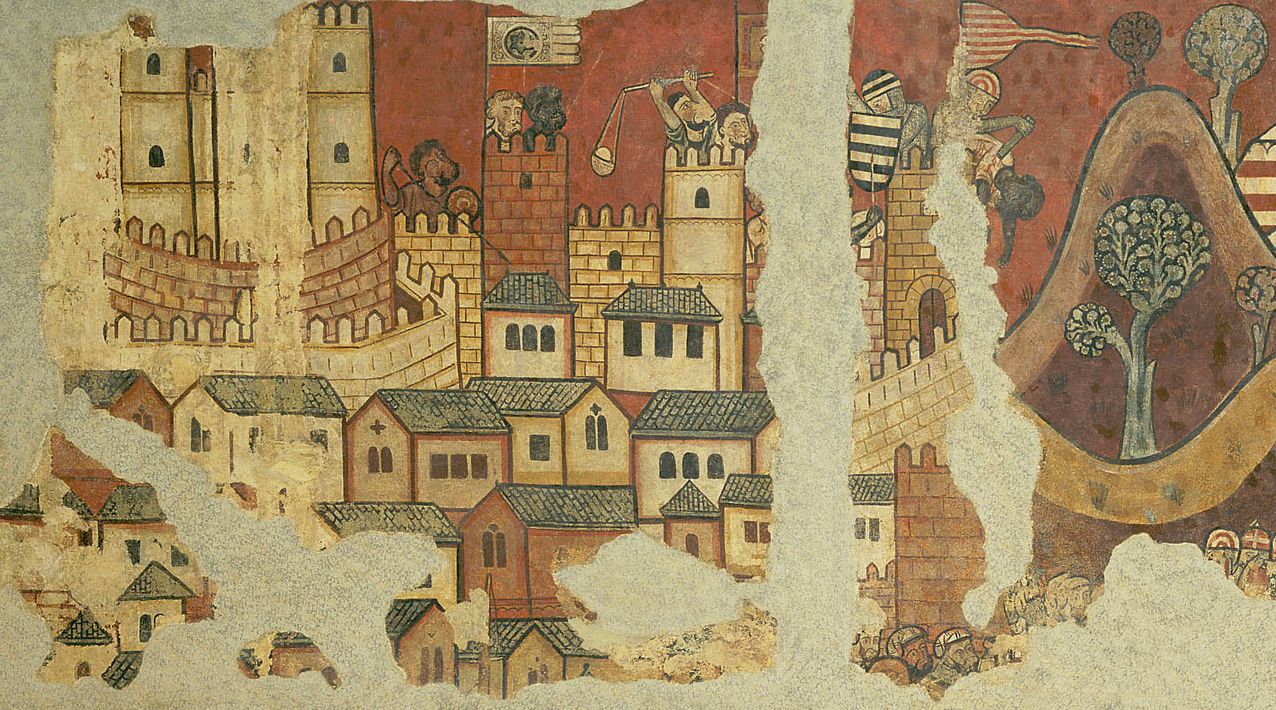
Pintura mural de Madina Mayurqa siendo atacada durante su asedio

Con la caída del califato de Córdoba, las Islas Orientales de al-Ándalus formaron parte de la taifa de Denia, pero llegaron a independizarse. Fue el periodo de mayor esplendor cultural de la ciudad ya que numerosos intelectuales, huyendo de la situación crítica de otras ciudades, se refugiaron en la corte de Mayurqa.
La mayor tragedia tuvo lugar entre 1113 y 1115 cuando una cruzada catalano-pisana la destruyó prácticamente en su totalidad. Las tropas cristianas la asaltaron e incendiaron. En Pisa todavía se conservan algunos restos que se transportaron desde Mayurqa. La destrucción de las islas provocó que el califa almorávide enviara un pariente suyo a gobernarlas. Este dio origen a una dinastía, los Banu Ganiya, que desde su capital en Madina Mayurqa intentaron reconquistar el imperio almorávide.
Sin embargo, el empuje almohade era muy fuerte. A principios del siglo XIII, las islas cayeron en sus manos. A partir de la derrota de las Navas de Tolosa, el valí de las Islas Orientales de al-Ándalus gobernó prácticamente de forma independiente. El último walí, Abú Yahya, tuvo que hacer frente a algunas conspiraciones en su contra y enfrentarse a las tropas cristianas que habían desembarcado en la isla para conquistarla.

### Conquista cristiana
El rey Jaime I de Aragón, conocido también como "El conquistador", desembarcó en Mayurqa con un gran ejército y tomó la ciudad el 31 de diciembre de 1229. La ciudad, que por entonces contaba con unos 35.000 habitantes, fue saqueada e incendiada en gran parte, pasándose a cuchillo a muchos de sus pobladores. El último valí musulmán de Mayurqa, Abu Yahya, fue torturado y asesinado, junto a uno de sus hijos, otro se pasó al bando cristiano. Un tío suyo, Abu Hafs ibn Sayri, huyó a las montañas donde reunió a 16.000 supervivientes de la masacre y constituyó una resistencia a la dominación cristiana acaudillada finalmente por el señor Xuaip de Xivert. 
Una vez ocupada fue repartida en ocho porciones de acuerdo con los pactos previos a la conquista. De las ocho porciones, cuatro correspondieron al rey, una al conde del Rosellón Nuño Sánchez, una al obispo de Barcelona Berenguer de Palou, una al Conde de Ampurias y finalmente otra al vizconde de Bearn. Al rey le tocó prácticamente toda la Vila d'Amunt, especialmente el barrio palatino de la Almudaina.
Los nuevos pobladores transformaron rápidamente la ciudad andalusí. Construyeron iglesias y oratorios, de tal manera que en 1232 ya se hallaba dividida en cuatro parroquias. La población musulmana fue diezmada o sometida a la esclavitud. Muchos de los antiguos pobladores fueron repartidos como botín de guerra y vendidos como esclavos. Pese a todo, algunos se quedaron en la isla para reemprender la producción agrícola o artesanal.
A consecuencia del saqueo y las transformaciones quedan muy pocos restos visibles de Madina Mayurqa. Pese a todo, su trazado urbano se conserva en buena medida. Los restos más importantes son el antiguo alcázar, los baños árabes y la puerta de la Almudaina.